# دهستان شومپانگخا
دهستان شومپانگخا (به لاتین: Shompangkha Gewog) یک دهستان در کشور بوتان است که در ناحیهٔ سرپانگ واقع شده‌است.